# بشار بني ياسين
بشار مصطفى بني ياسين (من مواليد 1 يونيو 1977) هو لاعب كرة قدم أردني معتزل لعب كمدافع.

## مسيرته الرياضية
بدأ بشار مسيرته كظهير أيسر، لكنه لعب لاحقًا كقلب دفاع.
آخر مباراة لبشار مع المنتخب الأردني كانت ضد العراق في عمان في 3 يونيو 2012، في تصفيات كأس العالم 2014 والتي انتهت بالتعادل 1-1.
خاض أكثر من 70 مباراة دولية مع المنتخب الأردني وكان مدافعا مميزا في تشكيلة المنتخب في أمم آسيا 2004 في الصين وفي أمم آسيا 2011 في قطر وخاض تجارب احترافية في البحرين والسعودية.

## روابط خارجية
- بشار بني ياسين على موقع الاتحاد الدولي (مؤرشف)  (الإنجليزية)
- بشار بني ياسين على موقع قاعدة بيانات كرة القدم.إي يو (الإنجليزية)
- بشار بني ياسين على موقع ناشيونال فوتبول تيمز (الإنجليزية)
- بشار بني ياسين على موقع Soccerway.com (الإنجليزية)
- بشار بني ياسين على موقع كووورة